# Ruschia semidentata
Ruschia semidentata är en isörtsväxtart som först beskrevs av Salm-dyck, och fick sitt nu gällande namn av Schwant. Ruschia semidentata ingår i släktet Ruschia och familjen isörtsväxter. Inga underarter finns listade i Catalogue of Life.